# Поповка (Крым)
Попо́вка (укр. Попівка, крымскотат. Popovka, Поповка) — село в Сакском районе Крыма (согласно административно-территориальному делению России — входит в состав Штормовского сельского поселения Республики Крым, согласно административно-территориальному делению Украины — в составе Штормовского сельского совета Автономной Республики Крым).

## Население
| 2001 | 2014 |
| ---- | ---- |
| 160  | ↗292 |

Всеукраинская перепись 2001 года показала следующее распределение по носителям языка
| Язык       | Процент |
| ---------- | ------- |
| русский    | 96,88   |
| украинский | 3,12    |

### Динамика численности
| - 1889 год — 126 чел. - 1900 год — 51 чел. - 1915 год — 20/60 чел. - 1926 год — 178 чел. | - 1989 год — 242 чел. - 2001 год — 160 чел. - 2009 год — 185 чел. - 2014 год — 292 чел. |

## Современное состояние
На 2016 год в Поповке числится 8 улиц и проезд; на 2009 год, по данным сельсовета, село занимало площадь 132 гектара, на которой в 128 дворах числилось 185 жителей, действуют сельский клуб, фельдшерско-акушерский пункт. Село связано автобусным сообщением с Евпаторией и соседними населёнными пунктами.

## География
Село Поповка расположено на крайнем западе района, в степной части Крыма, на берегу Чёрного моря, высота центра села над уровнем моря — 5 м. Соседние сёла: Крыловка — в 2,5 км на восток и Мирный Евпаторийского горсовета — в 1,5 км на север, Штормовое в 4- км на Юго Восток. К северо-западной окраине села примыкает озеро Донузлав, к юго-восточной — озеро Ойбурское. Расстояние до райцентра — примерно 52 километра (по шоссе), ближайшая железнодорожная станция—Евпатория в 32 км. Транспортное сообщение осуществляется по региональной автодороге 35Н-454 — 1,1 км от шоссе 35А-004 «Евпатория — порт Мирный» (по украинской классификации С-0-11206).

## История
Впервые в доступных источниках Поповка встречается в «Памятной книге Таврической губернии 1889 года», по результатам Х ревизии 1887 года, согласно которой в деревне Поповка Чотайской волости Евпаторийского уезда числилось 20 дворов и 126 жителей.
Земская реформа 1890-х годов в Евпаторийском уезде прошла после 1892 года, в результате Поповку приписали к Донузлавской волости.
По «…Памятной книжке Таврической губернии на 1900 год» в деревне числился 51 житель в 13 дворах. По Статистическому справочнику Таврической губернии. Ч.II-я. Статистический очерк, выпуск пятый Евпаторийский уезд, 1915 год, в селе Поповка (Рейнке Сим. Вил.) Донузлавской волости Евпаторийского уезда числилось 3 двора с русскими жителями (все безземельные) в количестве 20 человек приписного населения и 60 — «постороннего», из которых 57 мужчин и 23 женщины. Жители владели 403 десятинами удобной земли. В хозяйствах имелось 38 лошадей, 46 волов, 13 коров и 79 голов мелкого скота.
После установления в Крыму Советской власти, по постановлению Крымревкома от 8 января 1921 года № 206 «Об изменении административных границ» была упразднена волостная система и село вошло в состав Евпаторийского района Евпаторийского уезда, а в 1922 году уезды получили название округов. 11 октября 1923 года, согласно постановлению ВЦИК, в административное деление Крымской АССР были внесены изменения, в результате которых округа были отменены и произошло укрупнение районов — территорию округа включили в Евпаторийский район. Согласно Списку населённых пунктов Крымской АССР по Всесоюзной переписи 17 декабря 1926 года, в селе Поповка, Болек-Аджинского сельсовета Евпаторийского района, числилось 33 двора, все крестьянские, население составляло 178 человек, из них 154 русских, 23 украинца, 1 записан в графе «прочие».
После освобождения Крыма от фашистов, 12 августа 1944 года было принято постановление № ГОКО-6372с «О переселении колхозников в районы Крыма» и в сентябре 1944 года в район приехали первые новосёлы (150 семей) из Киевской и Каменец-Подольской областей, а в начале 1950-х годов последовала вторая волна переселенцев из различных областей Украины. С 25 июня 1946 года Поповка в составе Крымской области РСФСР. 26 апреля 1954 года Крымская область была передана из состава РСФСР в состав УССР. Время включения в состав Молочненского сельсовета пока не установлено: на 15 июня 1960 года село уже числилось в его составе.
1 января 1965 года, указом Президиума ВС УССР «О внесении изменений в административное районирование УССР — по Крымской области», Евпаторийский район был упразднён и село включили в состав Сакского (по другим данным — 11 февраля 1963 года). Между 1968 годом, когда он ещё не существовал и 1974 годом, когда уже описан в книге «Історія міст і сіл Української РСР. Том 26, Кримська область.» был создан Фрунзенский сельсовет, в который вошла Поповка. По данным переписи 1989 года в селе проживало 242 человека. С 12 февраля 1991 года село в восстановленной Крымской АССР, 26 февраля 1992 года переименованной в Автономную Республику Крым. В марте 2014 года Крым был присоединён к России согласно референдума проведённого среди жителей Крыма и с 21 марта 2014 года в составе Крыма аннексирована Россией.

## Курорт
Приморский курорт. Природными курортными факторами Поповки являются свойственный западному побережью Крыма мягкий климат с жарким летом и песчаный пляж. Пляж стоит выделить отдельно. Очень протяжённый, шириной 50-100 метров, состоящий из мелкого, светлого песка, он является если не лучшим, то одним из лучших песчаных пляжей в Крыму.
С 2001 по 2013 годы близ Поповки проводился ежегодный музыкальный фестиваль «Республика КаZантип». В 2014 году мероприятие не состоялось. Однако уже в 2015 году, фестиваль пытался вернуться на прежнее место, официально сменив название на «Befooz», однако фестиваль был запрещен прокуратурой
В 2018 году компания «Крым-Агро» получила в аренду от крымских властей 20 гектар земли на пляже между Чёрным морем и Ойбурским озером в Сакском районе. Первого февраля 2019 года начались строительные работы на Ойбургской косе — по соседству с территорией бывшего фестиваля «КаZантип», началось уничтожение деревья лоха серебристого, которые росли по 30-40 лет. В феврале 2019 года на берегу Ойбурского озера началось строительство завода по выращиванию креветки Строительство завода по выращиванию креветки в Сакском районе не проходило государственную экологическую экспертизу Росприроднадзора. Несмотря на проверку прокуратуры Крыма и экстренный выезд на место сотрудников министерства экологии и природных ресурсов РК строительство завода не прекратилось. Китайский завод будет использовать местные водные биоресурсы в качестве кормов для креветки. 5 марта на пляже началась закладка фундамента огромной креветочной фермы. Местные жители в конце марта вышли на протест против строительства. Жителей поддержала депутат Госдумы от Крыма Наталья Поклонская, которая возмущена застройкой морского побережья и изменением целевого назначение пляжа. 31 марта 2019 года власти Крыма заявили о приостановке строительства.